# 12647 Pauluspotter
12647 Pauluspotter è un asteroide della fascia principale. Scoperto nel 1973, presenta un'orbita caratterizzata da un semiasse maggiore pari a 2,9759148 UA e da un'eccentricità di 0,0550856, inclinata di 10,02996° rispetto all'eclittica.